# Rei Matsumoto
Rei Matsumoto (松本 怜?, Matsumoto Rei; Muroran, 25 febbraio 1988) è un calciatore giapponese, centrocampista dello J-Lease.

## Palmarès

### Club

#### Competizioni nazionali
- J3 League: 1

Oita Trinita: 2016